# 安間貴義
安間 貴義（あんま たかよし、1969年5月23日 - ）は、静岡県浜松市出身の元サッカー選手、サッカー指導者。

## 来歴

### 現役時代
静岡県浜松市出身。出身校は浜松市立泉小学校、浜松市立高台中学校、静岡県立浜松商業高等学校、駒澤大学。
1992年より本田技研でプレー。選手としては引退まで一貫してプロ契約であった。旧姓は大仲、1998年より安間で登録されている。
ポジションは主にMF（ボランチ）で、ジャパンフットボールリーグ(旧JFL)・日本フットボールリーグ(JFL)と跨いで現役通算10年、ベストイレブンに4回選出され、1998年の旧JFLではフェアプレー賞を受賞、現行のJFLにおいて1999年にMVPを受賞した。2001年に契約終了に伴い、現役を引退。

### Honda指導者時代
2002年からHondaの監督に就任。JFA 公認S級コーチライセンスは未所持であったが（1級下のA級ライセンスを所持していればJFLの監督は可能だが、当時はそれも未所持）、近い将来の同資格取得を条件に人間性を買われての就任となった。安間を慕う宇留野純の活躍や古橋達弥をSBからFWへコンバートさせる起用が当たり、同年JFL優勝。カウンター主体の戦術で2003年と2004年も2位の成績を収める。
2004年限りで13年に渡って在籍したHondaを退任。

### 甲府指導者時代
2005年より、大木武監督に誘われヴァンフォーレ甲府コーチに就任。伸び悩んでいた長谷川太郎をJ2日本人得点王に大成させた他、ベンチ外メンバーを指導 して多くの若手を育て上げ大木と共にJ1昇格の立役者となる。2006年A級指導者ライセンス取得。2007年よりヘッドコーチに昇格し、同時にJサテライトリーグ監督として指揮を執っていた。
2008年にS級ライセンスを取得し、2年契約でJ2甲府の監督に就任。選手の成長と観客へのアピールのため、片方のサイドに人数をかけてパスをまわす「クローズ」というスタイルの攻撃サッカーを大木から継承し、Hondaでの実績や開幕前のトレーニングマッチでの好成績によって、評論家などから広島と並ぶ昇格候補と評されたが、開幕5戦連続未勝利とスタートダッシュに失敗。その後持ち直しを見せるも、得点源の不在や不用意な失点によって第13節から第20節まで7戦 未勝利と低迷した。同年7月以降、外国籍FWマラニョン及びサーレスの補強によって得点力不足は解消されたが、広島を除く上位陣には勝てず、最終順位は7位。J1昇格争いには絡めなかったが、シーズン中盤からの巻き返しと選手からの厚い信頼を評価され 留任。

2009年は即戦力重視の補強とプレスディフェンス主体のサッカーに切り替え、隙の無いチーム作りに取り組んだこと が奏功しスタートダッシュに成功。上位相手に健闘し仙台、C大阪、湘南とJ1昇格争いを演じる。たが、この年のJ2は全51節というかつてない過密日程であったことから 主力の疲労蓄積を考慮せざるを得ず、下位相手にメンバーを入れ替えて臨んだ結果、新加盟の栃木、富山、岡山には第2クールまで2敗4分と勝ち点を取りこぼした。第3クールには新加入3クラブ相手にもフルメンバーで戦い3勝したが、負傷や累積警告によって欠場した主力の穴埋めに苦戦する中で仙台とC大阪に引き離される。昇格最後の1枠を湘南と争うも、第49節の直接対決で敗戦。最終節まで昇格の可能性を残したが、勝ち点1差で及ばなかった。
シーズン終了後、契約満了により退任。選手からは胴上げで送られた。

### 富山指導者時代

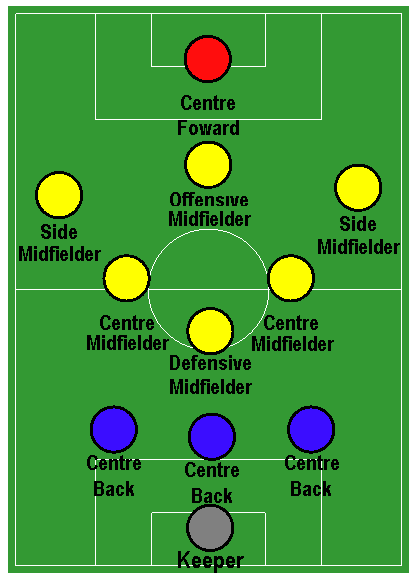
2013年に採用した3-1-4-1-1の布陣。

2010年、カターレ富山のヘッドコーチに就任。同年9月、成績不振を理由に楚輪博監督が解任され、その後任として富山監督に就任。同年6月開催のFIFAワールドカップにおけるチリ代表の戦術から着想した3-3-3-1 など新たな布陣を導入。更に、安間曰く「負け癖のついていた」選手の意識改革のため、楚輪体制下で出場機会に恵まれなかった者であっても状態次第で起用する旨明言し、チーム内競争を喚起した。また、アウェー戦では当地出身選手を積極的に起用し、奮起を促すという選手心理を巧みに使った起用法を採用。2010年J2第32節北九州戦では九州出身の濵野勇気が逆転ゴールを挙げたほか、第34節熊本戦では熊本県出身の関原凌河がJ初ゴール、第36節岡山戦では岡山県出身の江添建次郎が2得点を挙げるなど成果を挙げた。
2011年、富山と2013年までの3年契約を締結。強化費圧縮もあって J1昇格を狙える選手層を確保できず3年間下位に喘いだが、着実な積み上げによって パスサッカーの浸透が進んだこととチーム力を高めるにはその育成手腕が欠かせないという評価の下、クラブ首脳から厚い信頼を寄せられた。契約満了を迎える2013年末には他クラブからのオファーも届いたが 契約延長の打診に応え、2014年も留任。
2014年は、世代別日本代表の中島翔哉の加入によって戦術・布陣を再考するも、これが奏功せずJ2第16節終了時点で最下位 と低迷。退路を断つべく、第17節湘南戦の前には「今後5試合で3勝出来なければあとは会社の判断」という進退伺をクラブに提出した。その後も湘南戦含め連敗が続き、第19節終了時点でノルマ不達成を確定させたが、クラブ側は「安間が築き上げたものをゼロにするリスクがある」「勝ち点9（3勝）ありきで判断しない」と当初から解任には消極的で、第20節長崎戦の勝利後に指揮継続を発表。しかし、「流れと関係ないミスで失点」する悪癖を解消できず 最下位脱出を果たせないまま第39節でJ3降格が決定。シーズン終了後に監督を退任した。
富山県の強化アドバイザーも兼任しており、下部組織の整備や県内高校生の指導にも尽力していた。

### FC東京指導者時代
2015年、FC東京のコーチに就任。同クラブのゼネラルマネージャーである立石敬之とはS級指導者ライセンス受講の同期で、富山監督時にも平出涼 や中島らを期限付き移籍で受け容れるなど両者には強いパイプがあった。
2016年からJ3リーグに参戦するセカンドチームのFC東京U-23監督を兼務。他クラブと異なり、試合以外はトップチームと合同で活動・2種登録選手の複数登用という難しいチーム作りを求められる中で、「10試合で形を作る」と焦らずに指導を続け、選手層の底上げに注力した。7月に城福浩がトップチームの監督を解任されると、U-18コーチから配置転換された中村忠がトップチームコーチと兼任でU-23監督に就任、以降はトップチームのコーチ業に専念している。
2017年9月、成績不振により退任した篠田善之に代わり、暫定的にトップチームの監督に就任。翌年より長谷川健太が監督に就任することになったためこの年限りで退任し、2018年よりトップチームコーチ兼U-23監督に復帰。

### FC岐阜指導者時代
2021年、FC岐阜の監督に就任した。同年のシーズン終了をもって契約満了により岐阜の監督を退任し、2022年にはFC東京にヘッドコーチとして復帰した。

## エピソード
- 全体練習後に有志で行われる補助トレーニングは「安間塾」と呼ばれる[47][48][49]。パスゲームの中で[48] 個々のレベルアップが図られ[47]、甲府のパスワークの基礎ともなった[49]。
- ライターの後藤勝は、練習と試合内容の充実を担保する安間の存在は、選手をクラブに惹きつける魅力となるものであり、安間のような指導者を確保し選手獲得に繋げる手法はプロビンチャにとってモデルの一つになるのではないかと評価[50]。

## 所属クラブ

### 現役時代
- 泉サッカー少年団[51] (浜松市立泉小学校)
- 浜松市立高台中学校
- 1985年 - 1987年 静岡県立浜松商業高校
- 1988年 - 1991年 駒澤大学
- 1992年 - 2001年 本田技研工業サッカー部

### 指導者時代
- 2002年 - 2004年 Honda FC 監督
  - 2002年 JFL選抜 コーチ[10]
  - 2003年 JFL選抜 監督[10]
- 2005年 - 2009年 ヴァンフォーレ甲府
  - 2005年 - 2006年 コーチ
  - 2007年 サテライト監督 兼 ヘッドコーチ
  - 2008年 - 2009年 監督
- 2010年 - 2014年 カターレ富山
  - 2010年 ヘッドコーチ
  - 2010年9月 - 2014年 監督
- 2015年 - 2020年 FC東京
  - 2015年 - 2020年 トップチームコーチ
    - 2016年 - 同年7月
    - 2018年 U-23監督（兼任）

  - 2017年9月 - 12月 監督
- 2021年 FC岐阜 監督
- 2022年 - 2024年 FC東京 ヘッドコーチ
- 2025年 - ジュビロ磐田U-18 監督

## 監督成績
| 年度   | 所属   | クラブ | リーグ戦 | リーグ戦 | リーグ戦 | リーグ戦 | リーグ戦 | リーグ戦    | カップ戦   | カップ戦  |
| 年度   | 所属   | クラブ | 順位     | 勝点     | 試合     | 勝       | 分       | 敗          | ナビスコ杯 | 天皇杯    |
| ------ | ------ | ------ | -------- | -------- | -------- | -------- | -------- | ----------- | ---------- | --------- |
| 2002   | Honda  | JFL    | 優勝     | 41       | 17       | 13       | 2        | 2           | -          | 3回戦     |
| 2003   | Honda  | JFL    | 2位      | 67       | 30       | 21       | 5        | 4           | -          | 3回戦     |
| 2004   | Honda  | JFL    | 2位      | 62       | 30       | 19       | 6        | 5           | -          | 4回戦     |
| 2008   | 甲府   | J2     | 7位      | 42       | 42       | 15       | 14       | 13          | -          | 4回戦     |
| 2009   | 甲府   | J2     | 4位      | 97       | 51       | 28       | 10       | 13          | -          | 4回戦     |
| 2010   | 富山   | J2     | 18位     | 8        | 9        | 2        | 2        | 5           | -          | -         |
| 2011   | 富山   | J2     | 16位     | 43       | 38       | 11       | 10       | 17          | -          | 3回戦     |
| 2012   | 富山   | J2     | 19位     | 38       | 42       | 9        | 11       | 22          | -          | 2回戦     |
| 2013   | 富山   | J2     | 18位     | 44       | 42       | 11       | 11       | 20          | -          | 2回戦     |
| 2014   | 富山   | J2     | 22位     | 23       | 42       | 5        | 8        | 29          | -          | 3回戦     |
| 2016   | F東23  | J3     | 14位     | 17       | 18       | 4        | 5        | 9           | -          | -         |
| 2017   | FC東京 | J1     | 13位     | 7        | 9        | 1        | 4        | 4           | -          | -         |
| 2018   | F東23  | J3     | 14位     | 36       | 32       | 10       | 6        | 16          | -          | -         |
| 2021   | 岐阜   | J3     | 6位      | 41       | 28       | 12       | 5        | 11          | -          | 1回戦敗退 |
| 通算   | 日本   | J1     | -        | -        | 9        | 1        | 4        | 4           | -          | -         |
| 通算   | 日本   | J2     | -        | -        | 266      | 81       | 66       | 119         | -          | -         |
| 通算   | 日本   | J3     | -        | -        | 78       | 26       | 16       | 36          | -          | -         |
| 通算   | 日本   | JFL    | -        | -        | 77       | 53       | 13       | 11          | -          | -         |
| 総通算 | 総通算 | 総通算 | -        | -        | 430      | 161      | 99       | 170\|\|\|\| |            |           |

- 2010年は第29節から指揮。天皇杯は前任者が指揮。
- 2017年は第26節から指揮。